# Världscupen i längdåkning 2007/2008
Världscupen i längdåkning 2007/2008 startade i Düsseldorf i Tyskland den 27 oktober 2007. Säsongen avslutades i Bormio i Italien den 16 mars 2008. Den totala världscupen vanns av Lukáš Bauer från Tjeckien på herrsidan och av Virpi Kuitunen från Finland på damsidan.

## Damer
| Plats              | Disciplin                               | Datum                            | Vinnare                                                                             | Tvåa                                                                                  | Trea                                                                                  |
| ------------------ | --------------------------------------- | -------------------------------- | ----------------------------------------------------------------------------------- | ------------------------------------------------------------------------------------- | ------------------------------------------------------------------------------------- |
| Düsseldorf         | Sprint, fristil                         | 27 oktober 2007                  | Natalia Matvejeva                                                                   | Marit Bjørgen                                                                         | Anna Dahlberg                                                                         |
| Düsseldorf         | Sprintstafett, fristil                  | 28 oktober 2007                  | Britta Norgren Charlotte Kalla                                                      | Natalia Matvejeva Natalia Korosteljeva                                                | Pirjo Muranen Virpi Kuitunen                                                          |
| Beitostölen        | 10 kilometer, fristil                   | 24 november 2007                 | Marit Bjørgen                                                                       | Vibeke Skofterud                                                                      | Charlotte Kalla                                                                       |
| Beitostölen        | 4x5 kilometer stafett                   | 25 november 2007                 | Norge Astrid Jacobsen Therese Johaug Vibeke Skofterud Marit Bjørgen                 | Tyskland Stefanie Böhler Kathrin Zeller Evi Sachenbacher-Stehle Claudia Künzel-Nystad | Finland Riikka Sarasoja Aino Kaisa Saarinen Riitta Liisa Roponen Pirjo Muranen        |
| Kuusamo            | Sprint                                  | 1 december 2007                  | Petra Majdič                                                                        | Astrid Jacobsen                                                                       | Alena Procházková                                                                     |
| Kuusamo            | 10 kilometer klassiskt                  | 2 december 2007                  | Marit Bjørgen                                                                       | Astrid Jacobsen                                                                       | Justyna Kowalczyk                                                                     |
| Davos              | 10 kilometer klassiskt                  | 8 december 2007                  | Virpi Kuitunen                                                                      | Vibeke Skofterud                                                                      | Kristin Størmer Steira                                                                |
| Davos              | 4x5 kilometer stafett                   | 9 december 2007                  | Norge Kristin Mürer Stemland Therese Johaug Kristin Størmer Steira Vibeke Skofterud | Tyskland Manuela Henkel Katrin Zeller Evi Sachenbacher-Stehle Stefanie Böhler         | Ryssland Larisa Kurkina Olga Rotjeva Julija Tjekaljova Natalia Korosteljeva           |
| Rybinsk            | 15 kilometer, masstart                  | 15 december 2007                 | Astrid Jacobsen                                                                     | Natalia Korosteljeva                                                                  | Riitta Liisa Roponen                                                                  |
| Rybinsk            | Sprint, fristil                         | 16 december 2007                 | Kikkan Randall                                                                      | Astrid Jacobsen                                                                       | Natalia Korosteljeva                                                                  |
| Tour de Ski*       |                                         |                                  |                                                                                     |                                                                                       |                                                                                       |
| Nové Město         | 3 kilometer prolog                      | 28 december 2007                 | Virpi Kuitunen                                                                      | Aino-Kaisa Saarinen                                                                   | Justyna Kowalczyk                                                                     |
| Nové Město         | 10 kilometer jaktstart                  | 29 december 2007                 | Charlotte Kalla                                                                     | Sabina Valbusa                                                                        | Marit Bjørgen **                                                                      |
| Prag               | sprint                                  | 30 december 2007                 | Arianna Follis                                                                      | Pirjo Muranen                                                                         | Marit Bjørgen **                                                                      |
| Nové Město         | 10 kilometer jaktstart                  | 1 januari 2007                   | Charlotte Kalla                                                                     | Kristin Steira                                                                        | Claudia Künzel-Nystad                                                                 |
| Nové Město         | 10 kilometer klassiskt                  | 2 januari 2007                   | Aino Kaisa Saarinen                                                                 | Virpi Kuitunen                                                                        | Therese Johaug                                                                        |
| Asiago             | sprint, fri stil                        | 4 januari 2007                   | Charlotte Kalla                                                                     | Natalia Korosteljeva                                                                  | Justyna Kowalczyk                                                                     |
| Val di Fiemme      | 10 kilometer, klassisk stil             | 5 januari 2007                   | Virpi Kuitunen                                                                      | Charlotte Kalla                                                                       | Claudia Nystad                                                                        |
| Val di Fiemme      | 10 kilometer jaktstart                  | 6 januari 2007                   | Valentyna Sjevtjenko                                                                | Kristin Størmer Steira                                                                | Claudia Künzel-Nystad                                                                 |
| Tour de Ski totalt |                                         | 28 december 2007- 6 januari 2008 | Charlotte Kalla                                                                     | Virpi Kuitunen                                                                        | Arianna Follis                                                                        |
| Tour de Ski slut   |                                         |                                  |                                                                                     |                                                                                       |                                                                                       |
| Canmore            | 7,5 kilometer + 7,5 kilometer Skiathlon | 22 januari 2008                  | Justyna Kowalczyk                                                                   | Jevgenia Medvedeva-Arbuzova                                                           | Olga Rotjeva                                                                          |
| Canmore            | Sprint, klassiskt                       | 23 januari 2008                  | Petra Majdič                                                                        | Astrid Jacobsen                                                                       | Justyna Kowalczyk                                                                     |
| Canmore            | 10 kilometer, fristil                   | 25 januari 2008                  | Valentyna Sjevtjenko                                                                | Jevgenia Medvedeva                                                                    | Justyna Kowalczyk                                                                     |
| Canmore            | Sprint, fristil                         | 26 januari 2008                  | Chandra Crawford                                                                    | Pirjo Muranen                                                                         | Magda Genuin                                                                          |
| Otepää             | 10 kilometer, klassiskt                 | 9 februari 2008                  | Virpi Kuitunen                                                                      | Aino Kaisa Saarinen                                                                   | Therese Johaug                                                                        |
| Otepää             | Sprint                                  | 10 februari 2008                 | Petra Majdič                                                                        | Astrid Jacobsen                                                                       | Virpi Kuitunen                                                                        |
| Liberec            | 10 km fristil                           | 16 februari 2008                 | Astrid Jacobsen                                                                     | Justyna Kowalczyk                                                                     | Charlotte Kalla                                                                       |
| Liberec            | Sprintstafett                           | 17 januari 2008                  | Marit Bjørgen Astrid Jacobsen                                                       | Aino-Kaisa Saarinen Pirjo Muranen                                                     | Jevgenija Sjapovalova Natalia Matvejeva                                               |
| Falun              | 7,5 kilometer + 7,5 kilometer Skiathlon | 23 februari 2008                 | Astrid Jacobsen                                                                     | Marit Bjørgen                                                                         | Aino Kaisa Saarinen                                                                   |
| Falun              | 4x5 kilometer stafett                   | 24 februari 2008                 | Norge Ingrid Aunet Tyldum Astrid Jacobsen Kristin Størmer Steira Marit Bjørgen      | Finland Virpi Kuitunen Aino Kaisa Saarinen Riitta Liisa Roponen Riikka Sarasoja       | Tyskland Stefanie Böhler Kathrin Zeller Claudia Künzel-Nystad Evi Sachenbacher-Stehle |
| Stockholm          | Sprint, klassiskt                       | 27 februari 2008                 | Virpi Kuitunen                                                                      | Petra Majdič                                                                          | Madoka Natsumi                                                                        |
| Lahtis             | Sprint, fristil                         | 1 mars 2008                      | Chandra Crawford                                                                    | Natalia Matvejeva                                                                     | Evi Sachenbacher-Stehle                                                               |
| Lahtis             | 10 kilometer, klassiskt                 | 2 mars 2008                      | Virpi Kuitunen                                                                      | Valentyna Sjevtjenko                                                                  | Kathrin Zeller                                                                        |
| Drammen            | Sprint, klassiskt                       | 5 mars 2008                      | Virpi Kuitunen                                                                      | Petra Majdič                                                                          | Astrid Jacobsen                                                                       |
| Holmenkollen, Oslo | 30 kilometer, fristil                   | 8 mars 2008                      | Valentyna Sjevtjenko                                                                | Charlotte Kalla                                                                       | Claudia Nystad                                                                        |
| Bormio             | Sprint, 2,5 km fristil                  | 14 mars 2008                     | Claudia Nystad                                                                      | Astrid Jacobsen                                                                       | Riitta-Liisa Roponen                                                                  |
| Bormio             | 10 kilometer, masstart                  | 15 mars 2008                     | Virpi Kuitunen                                                                      | Justyna Kowalczyk                                                                     | Marit Bjørgen                                                                         |
| Bormio             | 10 kilometer jaktstart                  | 16 mars 2008                     | Virpi Kuitunen                                                                      | Justyna Kowalczyk                                                                     | Claudia Nystad                                                                        |

** Då Marit Bjørgen inte fullföljde Tour de Ski räknas inte hennes placeringar. Men placeringarna efter ändras inte

## Herrar
| Plats              | Disciplin                             | Datum                            | Vinnare                                                                                | Tvåa                                                                               | Trea                                                                          |
| ------------------ | ------------------------------------- | -------------------------------- | -------------------------------------------------------------------------------------- | ---------------------------------------------------------------------------------- | ----------------------------------------------------------------------------- |
| Düsseldorf         | Sprint, fristil                       | 27 oktober 2007                  | Josef Wenzl                                                                            | Björn Lind                                                                         | John Kristian Dahl                                                            |
| Düsseldorf         | Sprintstafett, fristil                | 28 oktober 2007                  | Thobias Fredriksson Peter Larsson                                                      | Johan Kjølstad Tor Arne Hetland                                                    | Emil Jönsson Marcus Hellner                                                   |
| Beitostölen        | 15 kilometer, fristil                 | 24 november 2007                 | Axel Teichmann                                                                         | Lukáš Bauer                                                                        | Anders Södergren                                                              |
| Beitostölen        | 4x10 kilometer stafett                | 25 november 2007                 | Norge II Martin Johnsrud Sundby Jens Arne Svartedal Tore Ruud Hofstad Tor Arne Hetland | Norge I Eldar Rønning Odd-Bjørn Hjelmeset Morten Eilifsen Tord Asle Gjerdalen      | Ryssland Vasilij Rotjev Nikolaj Pankratov Aleksandr Legkov Jevgenij Dementiev |
| Kuusamo            | Sprint                                | 1 december 2007                  | Johan Kjølstad                                                                         | Emil Jönsson                                                                       | Mats Larsson                                                                  |
| Kuusamo            | 15 kilometer klassiskt                | 2 december 2007                  | Lukáš Bauer                                                                            | Eldar Rønning                                                                      | Axel Teichmann                                                                |
| Davos              | 15 kilometer klassiskt                | 8 december 2007                  | Axel Teichmann                                                                         | Odd-Bjørn Hjelmeset                                                                | Sami Jauhojärvi                                                               |
| Davos              | 4x10 kilometer stafett                | 9 december 2007                  | Tjeckien Milan Šperl Martin Jakš Lukáš Bauer Martin Koukal                             | Italien Giorgio Di Centa Valerio Checchi Pietro Piller Cottrer Cristian Zorzi      | Sverige Mats Larsson Johan Olsson Anders Södergren Marcus Hellner             |
| Rybinsk            | 30 kilometer, masstart                | 15 december 2007                 | Tor Arne Hetland                                                                       | Ville Nousiainen                                                                   | Pietro Piller Cottrer                                                         |
| Rybinsk            | Sprint, fristil                       | 16 december 2007                 | Anders Gløersen                                                                        | Ola Vigen Hattestad                                                                | Øystein Pettersen                                                             |
| Tour de Ski*       |                                       |                                  |                                                                                        |                                                                                    |                                                                               |
| Nové Město         | 4,5 kilometer prolog, klassiskt       | 28 december 2007                 | Lukáš Bauer                                                                            | Axel Teichmann                                                                     | Odd-Bjørn Hjelmeset                                                           |
| Nové Město         | 15 kilometer jaktstart, fristil       | 29 december 2007                 | Emmanuel Jonnier                                                                       | Lukáš Bauer                                                                        | Valerio Checchi                                                               |
| Prag               | Sprint, fristil                       | 30 december 2007                 | Nikolaj Morilov                                                                        | Simen Østensen                                                                     | Tor Arne Hetland                                                              |
| Nové Město         | 15 kilometer jaktstart, fristil       | 1 januari 2008                   | Pietro Piller Cottrer                                                                  | Valerio Checchi                                                                    | Emmanuel Jonnier                                                              |
| Nové Město         | 15 kilometer klassiskt                | 2 januari 2008                   | Lukáš Bauer                                                                            | Jens Arne Svartedal                                                                | Nikolaj Pankratov                                                             |
| Asiago             | Sprint, fristil                       | 4 januari 2008                   | Petter Northug                                                                         | Nikolaj Tjebotko                                                                   | Tor Arne Hetland                                                              |
| Val di Fiemme      | 20 kilometer, klassiskt               | 5 januari 2008                   | Odd-Bjørn Hjelmeset                                                                    | Jens Arne Svartedal                                                                | Franz Göring                                                                  |
| Val di Fiemme      | 15 kilometer jaktstart, fristil       | 6 januari 2008                   | Rene Sommerfeldt                                                                       | Christian Hoffmann                                                                 | Martin Bajčičák                                                               |
| Tour de Ski totalt |                                       | 28 december 2007- 6 januari 2008 | Lukáš Bauer                                                                            | Rene Sommerfeldt                                                                   | Giorgio Di Centa                                                              |
| Tour de Ski slut   |                                       |                                  |                                                                                        |                                                                                    |                                                                               |
| Canmore            | 15 kilometer + 15 kilometer Skiathlon | 22 januari 2008                  | Nikolaj Pankratov                                                                      | Giorgio Di Centa                                                                   | Axel Teichmann                                                                |
| Canmore            | Sprint, klassiskt                     | 23 januari 2008                  | Børre Naess                                                                            | Ola Vigen Hattestad                                                                | Eldar Rønning                                                                 |
| Canmore            | 15 kilometer, fristil                 | 25 januari 2008                  | Valerio Cecchi                                                                         | Rene Sommerfeldt                                                                   | Pietro Piller Cottrer                                                         |
| Canmore            | Sprint, fristil                       | 26 januari 2008                  | Emil Jönsson                                                                           | Ivan Ivanov                                                                        | Matias Strandvall                                                             |
| Otepää             | 15 kilometer, klassiskt               | 9 februari 2008                  | Lukáš Bauer                                                                            | Jaak Mae                                                                           | Ville Nousiainen                                                              |
| Otepää             | Sprint                                | 10 februari 2008                 | Eldar Rønning                                                                          | John Kristian Dahl                                                                 | Ola Vigen Hattestad                                                           |
| Liberec            | 15 kilometer fristil                  | 16 februari 2008                 | Jean Marc Gaillard                                                                     | Lukáš Bauer                                                                        | Christian Hoffmann                                                            |
| Liberec            | Sprintstafett                         | 17 januari 2008                  | Simen Østensen Martin Johnsrud Sundby                                                  | Sami Jauhojärvi Ville Nousiainen                                                   | John Kristian Dahl Eldar Rønning                                              |
| Falun              | 15 kilometer + 15 kilometer Skiathlon | 23 februari 2008                 | Lukáš Bauer                                                                            | Tord Asle Gjerdalen                                                                | Anders Södergren                                                              |
| Falun              | 4x10 kilometer stafett                | 24 februari 2008                 | Norge II Martin Johnsrud Sundby Chris Jespersen Morten Eilifsen Petter Northug         | Norge I Jens Arne Svartedal Odd-Bjørn Hjelmeset Simen Østensen Tord Asle Gjerdalen | Tjeckien Martin Jakš Lukáš Bauer Jiri Magal Martin Koukal                     |
| Stockholm          | Sprint, klassiskt                     | 27 februari 2008                 | Jens Arne Svartedal                                                                    | Børre Næss                                                                         | Emil Jönsson                                                                  |
| Lahtis             | Sprint, fristil                       | 1 mars 2008                      | Anders Gløersen                                                                        | Andrew Newell                                                                      | Ola Vigen Hattestad                                                           |
| Lahtis             | 15 kilometer, klassiskt               | 2 mars 2008                      | Lukáš Bauer                                                                            | Rene Sommerfeldt                                                                   | Sergej Tjerepanov                                                             |
| Drammen            | Sprint, klassiskt                     | 5 mars 2008                      | Ola Vigen Hattestad                                                                    | Jens Arne Svartedal                                                                | Emil Jönsson                                                                  |
| Holmenkollen, Oslo | 50 kilometer, fristil                 | 8 mars 2008                      | Anders Södergren                                                                       | Lukáš Bauer                                                                        | Remo Fischer                                                                  |
| Bormio             | Sprint, 3,3 km fristil                | 14 mars 2008                     | Pietro Piller Cottrer                                                                  | Tord Asle Gjerdalen                                                                | Martin Jakš                                                                   |
| Bormio             | 20 kilometer, masstart                | 15 mars 2008                     | Vincent Vittoz                                                                         | Lukáš Bauer                                                                        | Tord Asle Gjerdalen                                                           |
| Bormio             | 15 kilometer jaktstart                | 16 mars 2008                     | Vincent Vittoz                                                                         | Lukáš Bauer                                                                        | Giorgio Di Centa                                                              |

## Ställning totala världscupen

### Damer
| Position | Namn              | Poäng |
| -------- | ----------------- | ----- |
| 1.       | Virpi Kuitunen    | 1552  |
| 2.       | Astrid Jacobsen   | 1255  |
| 3.       | Justyna Kowalczyk | 1096  |
| 4.       | Charlotte Kalla   | 1046  |
| 5.       | Petra Majdič      | 969   |

### Herrar
| Position | Namn                  | Poäng |
| -------- | --------------------- | ----- |
| 1.       | Lukáš Bauer           | 1462  |
| 2.       | Rene Sommerfeldt      | 829   |
| 3.       | Pietro Piller Cottrer | 783   |
| 4.       | Tord Asle Gjerdalen   | 692   |
| 4.       | Giorgio Di Centa      | 692   |

*Delsegrar i Tour de Ski ger endast 50 p mot ett vanligt lopp som ger 100 p. Slutsegern i Tour de Ski ger 400 världscuppoäng

## Ställning distansvärldscupen

### Damer
| Position | Namn                 | Poäng |
| -------- | -------------------- | ----- |
| 1.       | Virpi Kuitunen       | 729   |
| 2.       | Valentyna Sjevtjenko | 707   |
| 3.       | Justyna Kowalczyk    | 661   |
| 4.       | Astrid Jacobsen      | 644   |
| 5.       | Claudia Nystad       | 535   |

### Herrar
| Position | Namn                  | Poäng |
| -------- | --------------------- | ----- |
| 1.       | Lukáš Bauer           | 986   |
| 2.       | Pietro Piller Cottrer | 516   |
| 3.       | Rene Sommerfeldt      | 494   |
| 4.       | Vincent Vittoz        | 456   |
| 5.       | Anders Södergren      | 433   |

## Ställning sprintvärldscupen

### Damer
| Position | Namn             | Poäng |
| -------- | ---------------- | ----- |
| 1.       | Petra Majdič     | 609   |
| 2.       | Astrid Jacobsen  | 570   |
| 3.       | Virpi Kuitunen   | 538   |
| 4.       | Pirjo Muranen    | 365   |
| 4.       | Natalia Matejeva | 365   |

### Herrar
| Position | Namn                | Poäng |
| -------- | ------------------- | ----- |
| 1.       | Ola Vigen Hattestad | 450   |
| 2.       | Emil Jönsson        | 448   |
| 3.       | John Kristian Dahl  | 321   |
| 4.       | Anders Gløersen     | 315   |
| 5.       | Tor Arne Hetland    | 291   |